# Синевка
Синевката (Lycaena candens) е вид пеперуда, срещаща се и в България.

## Описание
Крилете са с размери 3,4–3,8 cm. Крилата отдолу са жълтокафяви. Отгоре при мъжките са яркооранжеви със силни виолетови отблясъци. Краищата са черни с бял ръб.

## Разпространение
Разпространена е на Балканите, Мала Азия, Кавказ и Иран. В миналото погрешно е описвана като Lycaena hippothoe. Различията с този вид обаче са минимални и се наблюдават единствено при гениталиите на мъжките индивиди. Няма сведения Lycaena hippothoe да се среща в България. В България се среща в Рило-Родопския масив и Стара планина. Единични находища има и в Лудогорието и черноморското крайбрежие.

## Начин на живот и хранене
Пеперудата обитава ливади в планински райони от 900 до около 2400 м. н.в. Основно хранително растение за гъсениците са растения от род Ulmus.